# Avenue de Péterhof
L'avenue de Péterhof est une voie du 17e arrondissement de Paris, en France.

## Situation et accès
L'avenue de Péterhof est une voie située dans le 17e arrondissement de Paris. Elle débute avenue des Pavillons et se termine au 43, rue Guersant. Elle est fermée à la circulation publique.
Le quartier est desservi par la ligne de métro 3 à la station Porte de Champerret et par la ligne 1 à la station Porte Maillot.

## Origine du nom
Cette place doit son nom au port russe situé sur le golfe de Finlande et ancienne résidence impériale, Péterhof.

## Historique
La voie est créée et prend sa dénomination actuelle en 1898. 

## Bâtiments remarquables et lieux de mémoire

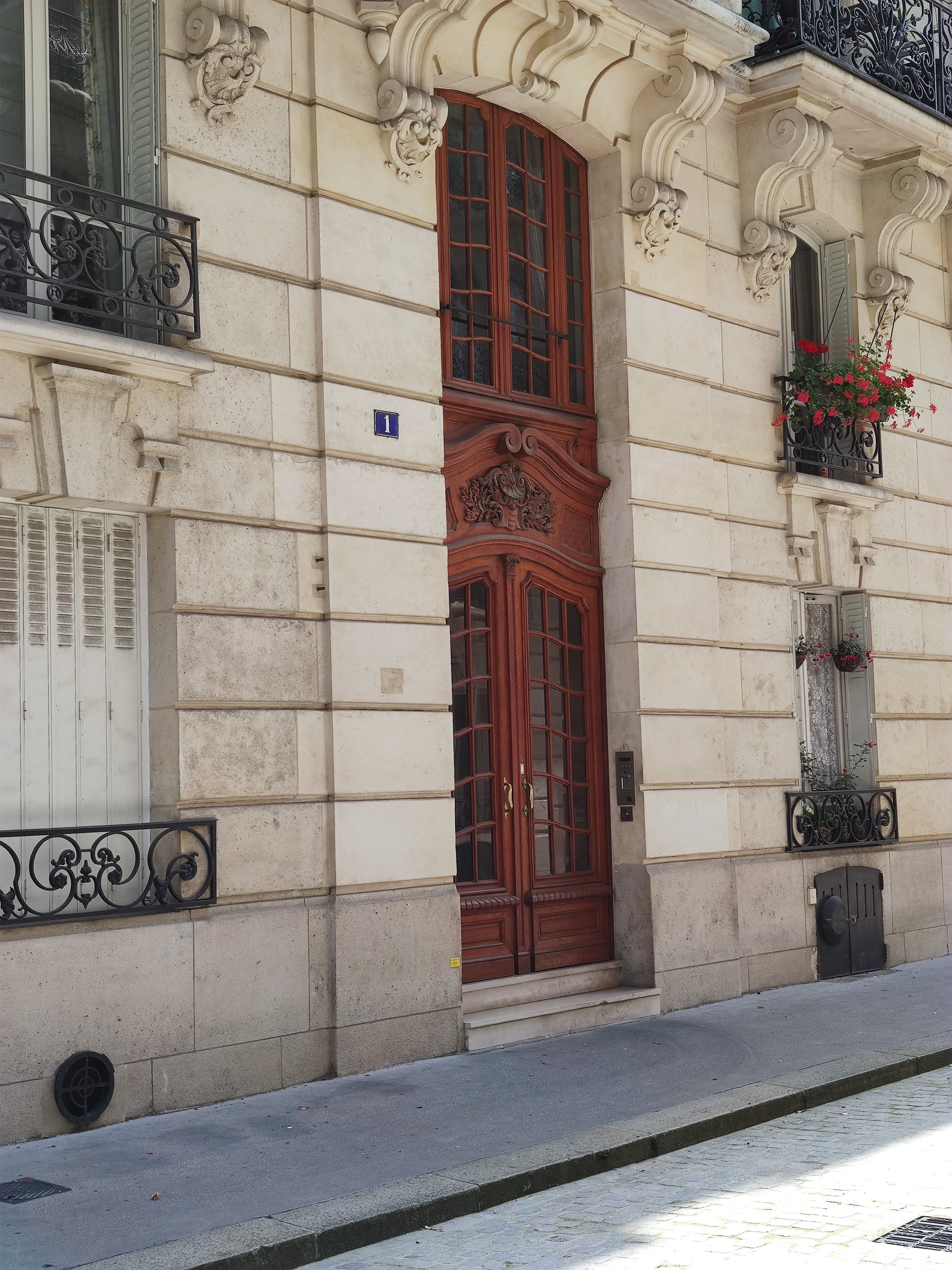
No 1.